# 72e brigade de chars
« 72e régiment de chars » redirige ici. Pour les articles homonymes, voir 72e brigade et 72e régiment.
La 72e brigade de chars (en russe : 72-я танковая бригада), est une unité blindée de l'Armée rouge pendant la Seconde Guerre mondiale. Stationnée en Extrême-Orient soviétique, elle participe à l'offensive soviétique de Mandchourie. Après guerre, devenu un régiment, elle rejoint la 3e puis 46e division de chars.

## Histoire

### Seconde Guerre mondiale
La 72e brigade de chars est formée en novembre 1941 à Kraskino (kraï du Primorié) sous le nom de 2e brigade du front d'Extrême-Orient. Elle est subordonnée à la 25e armée.
Le 26 juillet 1945, alors située dans la région de Razdolnoïe, elle passe sous le commandement de la 5e armée et rejoint Grodekovo. Elle compte alors 43 chars BT-7 et 43 chars T-26.
Le 9 août 1945, juste avant le déclenchement de l'offensive contre les Japonais, l'état-major du 1er front d'Extrême-Orient fait passer la division de la 5e à la 25e armée. La brigade atteint Jilin le 21 août.
La 72e brigade reçoit le 19 septembre 1945 l'ordre du Drapeau rouge, parmi les unités récompensées « pour la traversée de la rivière Oussouri, la percée des zones fortifiées de Hutou (en), Mishan, Ogranitsen et Dongning et la prise des villes de Mishan, Jilin, Yanji et Harbin ».

### Guerre froide
La brigade est transformée le 25 décembre 1945 en 72e régiment de chars (no  d'unité 31401) et passe le 14 avril 1946 sous le rattachement de la 3e division de chars, stationnée à Pokrovka au sein de la 25e armée du district militaire du Primorié.
La 3e division de chars est renumérotée 46e le 30 avril 1957. Le 72e régiment est dissous en même temps que sa division, en novembre 1959.